# Оптична мрежа
Оптична мрежа е телекомуникационна мрежа, която използва сигнали, кодирани в лъчи светлина, за предаване на информация между различните възли. Те работят както в местни мрежи (LAN) така и в големи компютърни мрежи (WAN), включително глобалната, която обхваща различни райони и региони – национални, международни и презокеански. Това е форма на оптична комуникация, която се осъществява с оптични усилватели, лазери или светодиоди и мултиплексиране на различни дължини на вълната (WDM) за пренос на големи количества данни по оптични кабели. Поради възможността да се постигне много висока пропускателна способност, тя е подходяща за такива съвременни технологии като интернет и телекомуникационни мрежи, които предават по-голямата част от информацията, генерирана от хората и машините.

## Видове

### Влакнесто-оптична мрежа
Най-често срещаните оптични мрежи са влакнесто-оптични мрежи в топология „пръстен“, обикновено използвани както за градски и регионални, така и за национални и международни връзки. Друг вариант на влакнесто-оптичната мрежа е пасивна оптична мрежа, която използва оптични сплитери, за да свърже потребителя с канала за достъп на доставчика.

### Свободно-пространствени оптични мрежи
В свободното пространство на оптични мрежи се използват много от същите принципи като на влакнестата оптична мрежа, но и предават сигнали чрез отворено пространство, без използване на влакна. Няколко планирани спътника, като SpaceX в Старлинк, предназначени за глобалната мрежа за обучение за използване на безжична лазерна комуникация за изграждане на оптични многоканални системи за комуникация между сателити в космоса. Въздушните оптични мрежи между високи платформи са планирани в рамките на проекта Google Loon и Facebook Akquila с една и съща технология.
Свободното пространство на оптични мрежи може да се използва за инсталиране на временни наземни мрежи, например за свързване на интернета към компютър.

## Компоненти
Компонентите за оптични мрежи, системи включват:
- Влакна.
- Лазери или LED светещи източници.
- Multiplexer/demultiplexer, наричан също mux/demux, филтър или призма. Това може да включва Optical Add/Drop Multiplexer (OADM) и Reconfigurable Optical Add/Drop Multiplexer (ROADM).
- Оптично променяне, за да свърже светлинните портове без оптична-електрическа-оптична връзка
- Оптичен разделител, да изпрати сигнал до различни влакнести пътища.
- Циркулатор, да завърже други компненти, като OADM.
- Оптичен усилвател.

## Средно предаване
От момента на създаването на телекомуникационната мрежа се ползва мед, за пренасяне на информация. Но на честотната лента на мед са ограничени нейните физически характеристики, както и честотата на сигнала се увеличава, за да носят повече данни, но повече от енергията на сигнала се губи като топлина. Освен това, електрическите сигнали могат да пречат един на друг, когато проводниците са разположени твърде близо една до друга. През 1940 година първата системаизползвала коаксиални кабели, които работели на 3 Mhz и можели да провеждат 300 телефонни разговори или един телевизионен канал. Към 1975 г., най-модерната коаксиална система имала скорост от 274 Mbps, но такива високочестотни системи изискват повтаряне на всеки километър, за да се усили сигнала, а такава мрежа изисквала големи разходи.
Ясно е, че светлинните вълни биха могли да имат много по-високи скорости на презареждане без пресичане. През 1957 г. Гордън Гулд първоначално описва дизайна на лазер, демонстриран през 1960 г. от Теодор Майман. Лазерът е източник на такива светлинни вълни, но е необходима среда за пренасяне на светлината през мрежа. През 1960 г. стъклените влакна се използват за предаване на светлина в тялото за медицинско изобразяване, но те имат висока оптическа загуба на светлина, която се абсорбира, преминавайки през стъклото със скорост от 1 децибел на метър, което е феномен, известен като атенюация. През 1964 г. Чарлз Као показа, че за да предават данни на дълги разстояния, стъкленото влакно би трябвало да губи не повече от 20 dB на километър. Един пробив през 1970 г., когато Доналд Б. Кек, Робърт Д. Маурер и Петер С. Шулц от Corning Incorporated проектирали стъклено влакно, изработено от разтопен силициев диоксид със загуба от само 16 dB / km. Техните влакна са в състояние да носят 65 000 пъти повече информация от медта. 
Първата оптична система за онлайн телефонен трафик е започнала през 1977 г. в Лонг Бийч, Калифорния, от General Telephone and Electronics, при скорост от 6 Mbit/s. Ранните системи са използвали инфрачервена светлина с дължина на вълната от 800 Nm, и може да се предават със скорост до 45 Mbit/с повторитетели на около 10 км един от друг. До началото на 1980-те години, лазери и детектори, които са действали на 1300 Нм, при оптична загуба на 1 db/км, са била въведени. До 1987 година, те работели с 1,7 Gb/сек, ретранслатор на разстояние около 50 км.

## Оптично усилване
Капацитетът на оптичните мрежи се е увеличил отчасти благодарение на подобренията в компонентите, като например оптични усилватели и оптични филтри, които могат да разделят светлинните вълни на честоти с разлика под 50 GHz, като прибавят повече канали към влакната. Оптичният усилвател, обработен с ербий, е разработен от Дейвид Пейн в Университета в Саутхемптън през 1986 г., използвайки атоми от редкоземния ербий, които се разпространяват чрез дължина на оптичните влакна. Една помпа лазер възбужда атомите, които излъчват светлина, като по този начин усилват оптичния сигнал. 

## Wave Division Multiplexing
Използвайки оптични усилватели, капацитетът на влакната за носене на информация бил драстично увеличен с въвеждането на мултиплексиране с разделяне на дължината на вълната (WDM) в началото на 90-те години на миналия век. Bell Labs на AT & T разработили процес на WDM, при който призмата разделя лъч светлина на различни дължини на вълната, които могат да преминават през влакна едновременно. Пиковата дължина на вълната на всеки лъч е достатъчно отдалечена, че гредите могат да бъдат разграничени една от друга, създавайки множество канали в едно влакно. Най-ранните WDM системи имали само два или четири канала – AT & T, например, разгърната 4-канална система за дълги разстояния през 1995 г. Но усилвателите, обработени с ербий не усилват сигналите равномерно в спектралната си зона. По време на регенерирането на сигнала, леки несъответствия в различни честоти въвеждат неприемливо ниво на шума в носещата информация на дължина на вълната, което прави WDM непрактично за далекосъобщителни влакна на дълги разстояния.
За да се справи с това ограничение, в началото на 90-те General Instruments Corp. започнало разработването на компоненти за увеличаване на честотната лента на кабела, което след това лицензира инженера Дейвид Хубер, който през 1992 г. е основал Ciena Corp с Кевин Кимбърлин. Ciena създала усилвател, способен да предава данни при еднакво усилване на множество дължини на вълните, и през юни 1996 г. въвежда първата търговска гъста WDM система, 16-канална система с общ капацитет 40 Gbit / s. Капацитетът на DWDM системите значително се увеличи, като търговските системи могат да предават близо до 1 Tbit / s трафик при 100 Gbit / s на всяка дължина на вълната. През 2010 г. изследователите от AT & T съобщиха за експериментална система с 640 канала, работещи на 107 Gbit / s, за общо предаване на 64 Tbit / s. 

## Капацитет
Ширината на честотната лента, постигната чрез оптичните мрежови технологии, позволи бърз растеж на Интернет и тя ще продължи да расте. Търсенето на трафик се дължи главно на трафик от Интернет протокол (IP), който включва видео услуги, телемедицина, социални мрежи, приложения на Web 2.0, които са интензивни при трансакциите, и изчислителни облаци. В същото време машината-към-машината и научната общност изискват ресурси за мащабния обмен на данни. Индексът за визуална мрежа на Cisco прогнозира, че през 2016 г. световният IP трафик ще бъде повече от zettabyte (10 на 21 степен байта). До 2018 г. Индексът предвижда, че всяка секунда милиони минути видеосъдържание ще прекосяват мрежата, предавани от оптични мрежи, 

## Стандарти и протоколи
Синхронната оптична мрежа (SONET) и синхронната цифрова йерархия (SDH) са се развили като най-често използваните протоколи за оптични мрежи. Протоколът за оптичната транспортна мрежа (OTN) бил разработен от Международния съюз по далекосъобщения като приемник и позволява оперативна съвместимост в мрежата, както е описано в Препоръка G.709. И двата протокола позволяват доставка на различни протоколи като Асинхронен Трансфер (ATM), Ethernet, TCP / IP и други. 